# Iolanda Balaș
Iolanda Balaş (12. december 1936 i Timişoara, Rumænien - 11. marts 2016 i Bukarest, Rumænien) var en rumænsk højdespringer.
Hun var olympisk mester 1960 og 1964 og verdens højest springende kvinde i årene 1958-1964. Hun satte 14 verdensrekorder i sin karriere og var første kvinde over såvel 1,80 meter som 1,90 meter.
Balas satte sin første verdensrekord den 14. juli 1956, hvor hun i Bukarest klarede højden 1,75 meter. Fem år efter sin første verdensrekord, den 16. juli 1961 satte hun med 1,91 meter sin sidste verdensrekord – en rekord, der skulle stå i mere end ti år. Rekorden indebar ydermere, at Balas havde sprunget syv centimeter højere end nogen anden kvinde nogensinde havde gjort – en rekord i sig selv.
Efter sin femteplads ved OL 1956 i Melbourne vandt Balas i perioden 1956-1966 150 konkurrencer, heraf 80 på resultater højere end nogen anden kvinde gennem tiderne havde formået at springe. I juni 1967 led hun det første nederlag i 11 år efter at have præsteret verdens længste ubrudte sejrsrække i atletik.
Balas var 1,85 meter høj og havde usædvanligt lange ben. Hendes usædvanlige statur betød, at hun ikke formåede at lære datidens mest populære højdespringsteknikker: Western Roll og væltespring.